# تيموثي ليستير
تيموثي ليستير (25 مارس 1964 - ) (بالإنجليزية: Timothy Lester)‏ هو لاعب كريكت بريطاني.

## وصلات خارجية
- تيموثي ليستير على موقع إي آس بي آن كريك إنفو (الإنجليزية)